# 조르조 비스마라
조르조 안토넬로 비스마라(이탈리아어: Giorgio Antonello Vismara, 1965년 1월 11일~)는 이탈리아의 유도 선수, 지도자이다. 1992년 하계 올림픽 남자 미들급에 참가했으며 세계 선수권 대회에서 동메달 1개, 유럽 선수권 대회에서 은메달 1개, 동메달 1개를 획득했다.